# من سيربح 2 مليون؟
من سيربح 2 مليون هو الموسم الثاني للنُسخة العربية من البرنامج العالمي البريطاني من سيربح المليون؟، عُرض في الشرق الأوسط وشمال أفريقيا على قناة إم بي سي 1 من تقديم الإعلامي اللبناني جورج قرداحي بعد توقف دام عام ونصف من الموسم الأول. وهو برنامج مسابقات يتكون من أسئلة مُتتابعة يتم الإجابة عليها عن طريق المُتسابق حتى يصل للجائزة الكًبرى «2 مليون ريال سعودي».